# José Antonio Momeñe

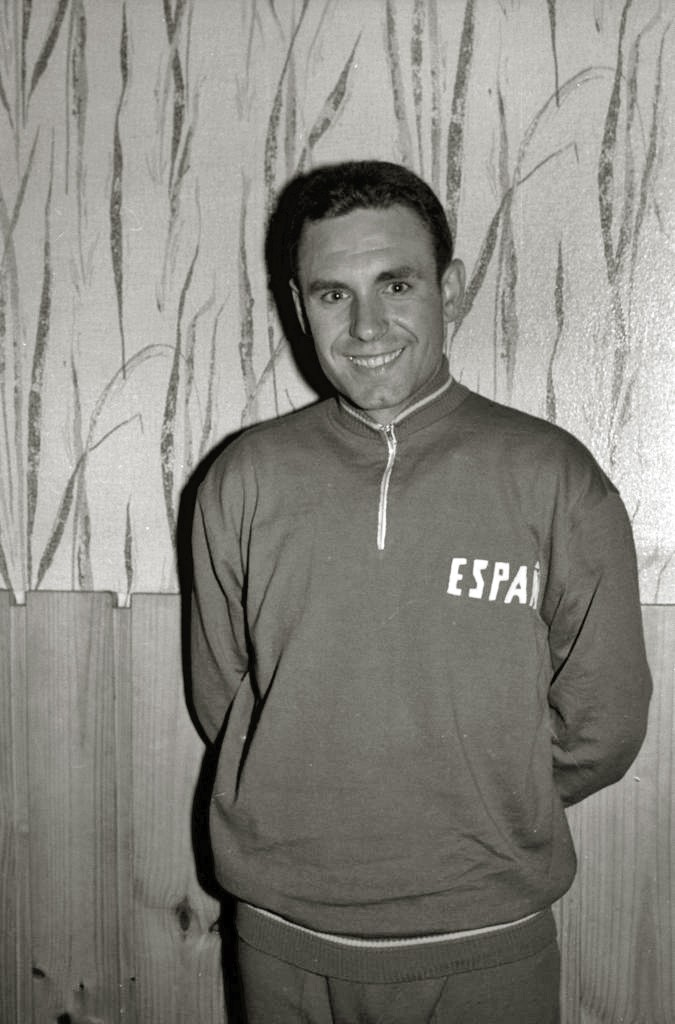
José Antonio Momeñe

José Antonio Momeñe Campo (* 15. August 1940 in Zierbena; † 23. Dezember 2010 in Barakaldo) war ein spanischer Radrennfahrer.

## Sportliche Laufbahn
Momeñe war Straßenradsportler und Teilnehmer der Olympischen Sommerspiele 1960 in Rom. Im Mannschaftszeitfahren belegte Spanien mit Ignacio Astigarraga, Juan Sánchez, José Antonio Momeñe und Ramón Sáez Marzo den 8. Platz. Im olympischen Straßenrennen kam er auf den 16. Rang.
Nach Olympia wurde er Berufsfahrer im Radsportteam Kas und blieb bis 1970 als Radprofi aktiv.
1962 gewann er das Etappenrennen Vuelta a Andalucía mit zwei Etappenerfolgen sowie eine Etappe der Tour de l’Avenir, die er als 12. beendete. 1963 holte er den Sieg im Eintagesrennen Clásica a los Puertos de Guadarrama und gewann eine Etappe der Vuelta a La Rioja. In der Tour de l’Avenir wurde er 10. der Gesamtwertung und gewann erneut eine Etappe. 1964 verbuchte er einen Etappensieg in der Vuelta a Andalucía und im Clasica a los Puertos. Drei Etappensiege in der Vuelta a Colombia waren seine Bilanz bei der Teilnahme an dem Etappenrennen in Südamerika 1965. In der Vuelta a España 1966 gelang ihm ein Etappensieg. In der Gesamtwertung wurde er beim Sieg von Francisco Gabica Vierter. Dazu kamen Etappensiege in der Vuelta a Mallorca und im Critérium du Dauphiné Libéré. 1967 war er im Gran Premio de Llodio und im Gran Premio Pacuas erfolgreich. 1968 gewann er die Trofeo Elola, den GP Viscaya, den Gran Premio Leganés. Im Giro d’Italia gewann er die 6. Etappe. Seinen letzten Sieg holte er 1969 im Memorial Valentín Uriona.
Zweite Plätze holte Momeñe 1963 im Gran Premio Ayutamiento de Bilbao (wie auch 1964), im Gran Premio Llodio (auch 1964 und 1968), im Rennen Prueba Villafranca de Ordizia, in der Vuelta a La Rioja, in der Klasika Primavera (auch 1966) und im Circuito de Getxo. 1965 wurde er Vize-Meister im Straßenrennen hinter Antonio Gómez Del Moral. 1966 kamen zweite Plätze in der Vuelta a Levante und in der Trofeo Jaumandreu dazu. 1968 beendete er Barcelona–Andorra auf dem zweiten Platz.
Dritter wurde Momeñe 1961 in der nationalen Meisterschaft im Straßenrennen der Amateure, die von Ramón Mendiburu gewonnen wurde. In der Bergmeisterschaft der Profis wurde er 1963 Dritter. In der Vuelta a Andalucía 1967 kam er auf den dritten Rang, ebenso in der Bergmeisterschaft 1969.
Momeñe bestritt alle Grand Tours. Dabei ragten sein 4. Platz in der Tour de France 1966 und sein 5. Platz in der Vuelta a España 1966 hervor. 1965 und 1966 gewann er mit dem Team Kas die Mannschaftswertung in der Tour de France.

## Grand-Tour-Platzierungen
| Grand Tour            | 1963 | 1964 | 1965 | 1966 | 1967 | 1968 | 1969 |
| --------------------- | ---- | ---- | ---- | ---- | ---- | ---- | ---- |
| Vuelta a EspañaVuelta | 16   | 8    | –    | 5    | DNF  | 17   | 29   |
| Giro d’ItaliaGiro     |      |      | –    |      |      | DNF  | –    |
| Tour de FranceTour    | –    | DNF  | 34   | 4    | –    | –    | DNF  |